# Enrique Hernández Velázquez
Enrique Hernández Velázquez es un futbolista mexicano. 
Jugó en la selección de fútbol de México que participó en la Copa Mundial de Fútbol Juvenil de 1979, jugando contra Japón, España y Argelia en la primera fase. 